# أرميستيد ليندسي لونغ
أرميستيد ليندسي لونغ (بالإنجليزية: Armistead Lindsay Long) هو كاتب أمريكي، ولد في 13 سبتمبر 1825 في مقاطعة كامبل في الولايات المتحدة، وتوفي في 29 أبريل 1891 في شارلوتسفيل في الولايات المتحدة.